# Isabel Lozano Lázaro
Isabel Lozano Lázaro, més coneguda com a Isa Lozano (València, 1974), és una psicòloga i activista valenciana, regidora de l'Ajuntament de València des de 2015 pel grup Municipal Compromís per València.
Llicenciada en psicologia, és experta en polítiques d'igualtat. És militant de Compromís des de l'any 2011 i des de les eleccions municipals de 2015 regidora a l'Ajuntament de València. Durant el mandat 2015-2019 s'encarregà de les àrees d'Igualtat i Polítiques inclusives, Inserció socio-laboral i Universitat Polular. En el mandat 2019-2023 és cinquena tinent d'Alcalde i responsable de les delegacions de Serveis Socials, Vivenda, Patrimoni municipal i Universitat Popular.